# Katharinenkirche Steinau

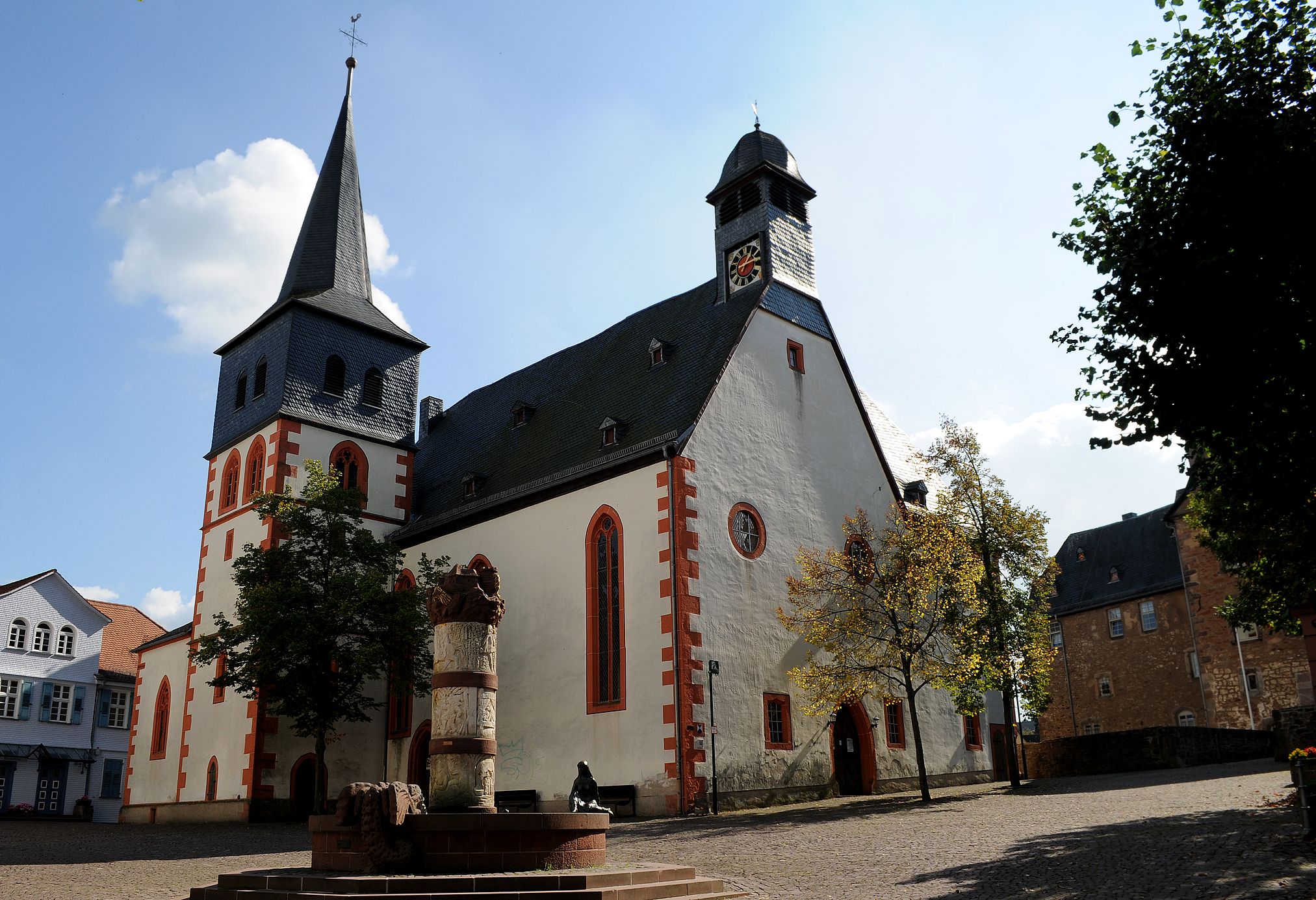
Katharinenkirche Steinau an der Straße.

Die Katharinenkirche in Steinau an der Straße war bis 1965 die evangelische Pfarrkirche der Stadt und hat eine Geschichte, die bis ins hohe Mittelalter zurück reicht. Seit 1981 wird sie für regelmäßige Gottesdienste und als Kulturkirche genutzt. Die Hauptkirche der evangelischen Gemeinde ist seither die Reinhardskirche in Steinau.

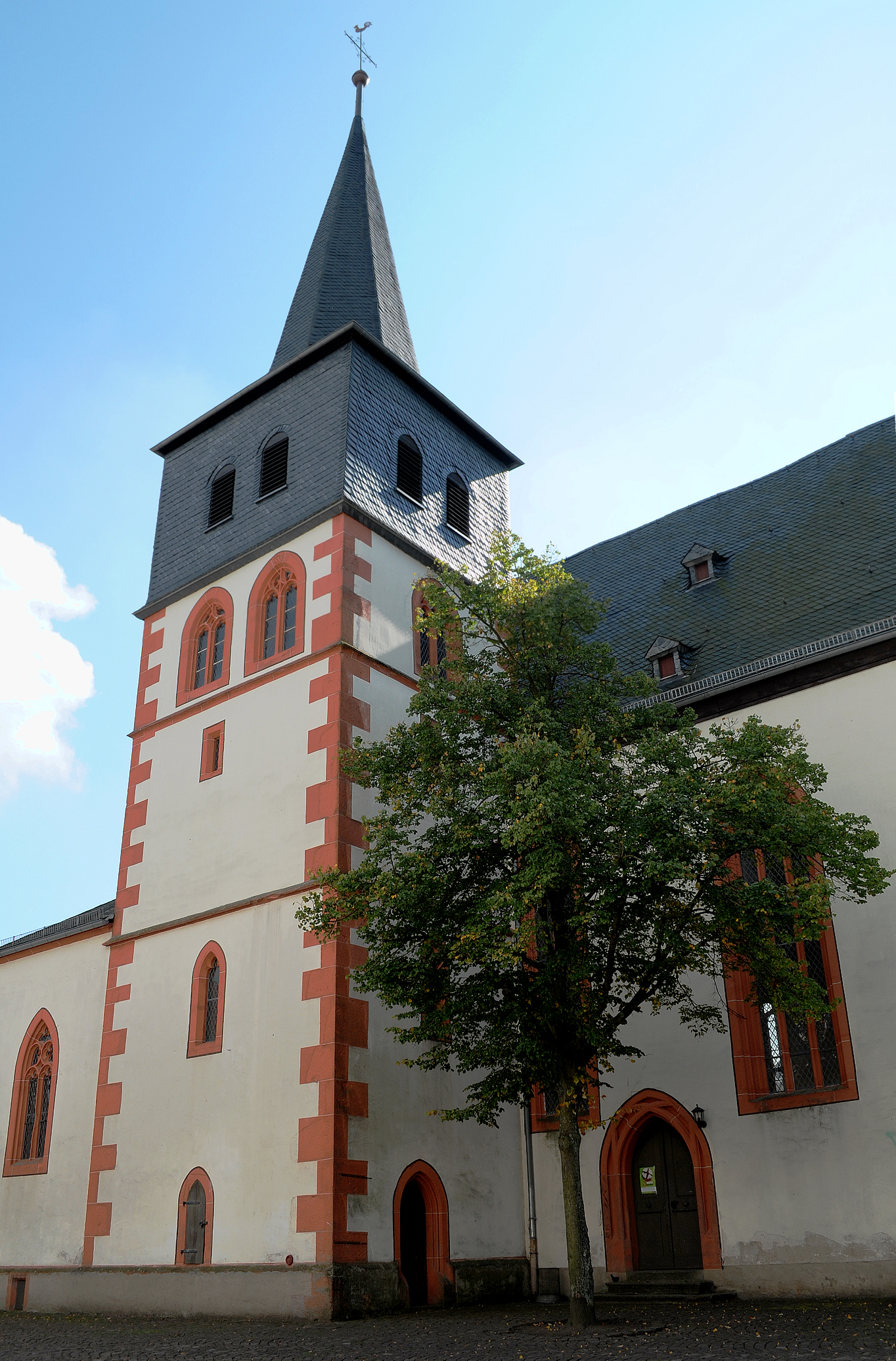
Blick auf den Kirchturm und den Seiteneingang.

## Geschichte

### Baugeschichte
Bei Ausgrabungen wurden 1977 archäologisch vier Vorgängerbauten nachgewiesen. Die Untersuchungen waren sehr bauhistorisch orientiert, so dass offensichtlich andere Befunde nicht erhoben, aufgezeichnet oder veröffentlicht wurden. Damit fehlen für die ersten drei Kirchengebäude archäologisch gesicherte Datierungen, es handelt sich um Vermutungen.
1. Kirchengebäude: Von diesem wurde lediglich der kompakte Lehmblock festgestellt, den die Fundamentgräben dieses Gebäudes umgaben. Ob die Kirche aus Stein gebaut oder in Fachwerk oder als Holzgebäude ausgeführt war, wurde nicht festgestellt. Die Kirche war mit 12 × 7 m kleiner als das nachfolgende Kirchengebäude. Dieses älteste nachgewiesene Kirchengebäude wird mit den ersten Erwähnungen einer Kirche in Steinau in Zusammenhang gebracht. Dazu zählt eine Kirchweihe im Jahr 886. Danach wäre diese Kirche karolingisch. Ob sich diese Nachricht allerdings auf diesen ersten nachgewiesenen Kirchenbau, oder das nachfolgende zweite Kirchengebäude bezieht, ist nicht belegbar.
2. Kirchengebäude: Die Kirche war in Schalenmauerwerk errichtet und stammte vermutlich aus dem Hochmittelalter. Vermutet wird eine Bauzeit um 1100.
3. Kirchengebäude: Diese Kirche war ebenfalls in Schalenmauerwerk errichtet. Sie war größer als der Vorgängerbau, aber noch kleiner als das nachfolgende vierte Kirchengebäude. Die Lage des noch heute bestehenden Chores, der im Grundriss dieses dritten Kirchengebäudes symmetrisch mittig liegt, lässt darauf schließen, dass er mit diesem dritten Kirchengebäude entstand. Diese Kirche gehörte vermutlich der Romanik an, weiter vermutet wird: aus der Zeit vor 1290. Das heute erhaltene, aufgehende Mauerwerk stammt im Wesentlichen aus zwei weiteren, gotischen Bauphasen:
4. Kirchengebäude: Von diesem ist die – sowohl hinsichtlich der Höhe als auch der Fenster – stark veränderte Nordwand und das aufgehende Mauerwerk des Rechteckchors erhalten. Diese Kirche war frühgotisch.
5. Kirchengebäude: In den Jahren 1481–1511 wurde die Kirche im in spätgotischem Stil unter Verwendung von Teilen des Vorgängerbaus neu errichtet. Das südliche Seitenschiff wurde angefügt, die Südwand durch eine Reihe achteckiger Säulen ersetzt. Die Nordwand des Vorgängerbaus wurde beibehalten, allerdings erhöht und mit neuen Fensteröffnungen versehen.

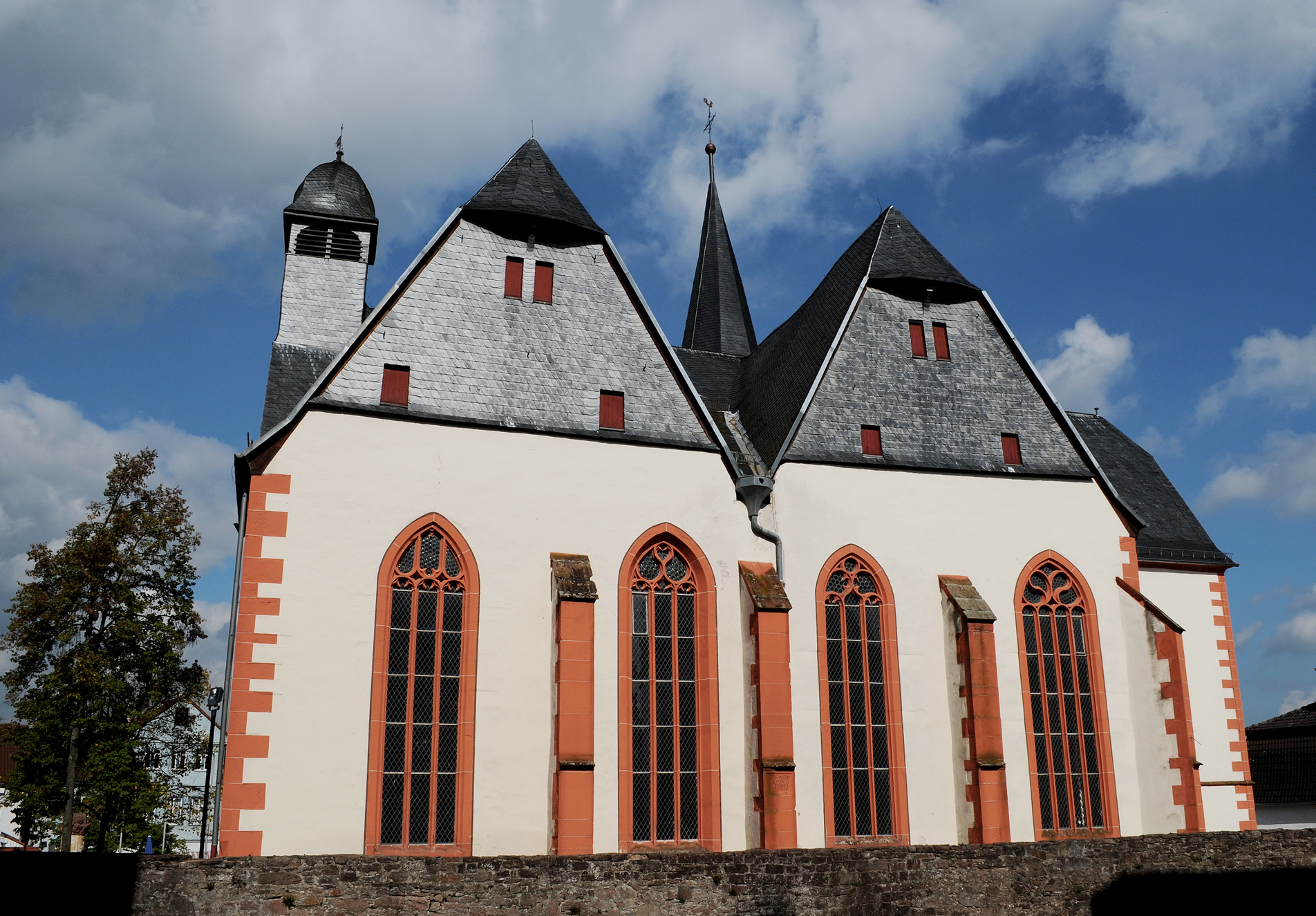
Blick vom Seitengang des Steinauer Schloss auf die Kirche.

### Neuzeit
1593 wurde in der Grafschaft Hanau-Münzenberg – zu der Steinau gehörte – die Reformation calvinistischer Prägung eingeführt und somit auch die Katharinenkirche reformiert.
In der Kirche sind Mitglieder der Familie Grimm bestattet, Angehörige des Pfarrers Friedrich Grimm (Steinau) (1707–1777), Großvater der Brüder Grimm. Bestattet sind hier seine Frau, Christine Elisabeth, geborene Heilmann (* 22. Oktober 1715, Birstein; † 17. Februar 1754), und fünf ihrer Kinder. Ab der Mitte des 18. Jahrhunderts durfte im Kirchenschiff dann nicht mehr bestattet werden.
1818 kam es in der Grafschaft Hanau-Münzenberg zur Hanauer Union, der Vereinigung der bis dahin dort überall parallel bestehenden reformierten und lutherischen Ortsgemeinden. Die ehemals reformierte Katharinenkirche wurde nun Pfarrkirche für die vereinigte unierte Gemeinde, die – ehemals lutherische – Reinhardskirche nur noch saisonal genutzt und ab 1929 als liturgischer Raum aufgegeben.
1965 wurde die Funktion der Pfarrkirche dann wieder auf die neu restaurierte Reinhardskirche übertragen. Die Katharinenkirche sollte künftig kulturellen Zwecken dienen und wurde dazu bis 1981 saniert.

## Gebäude

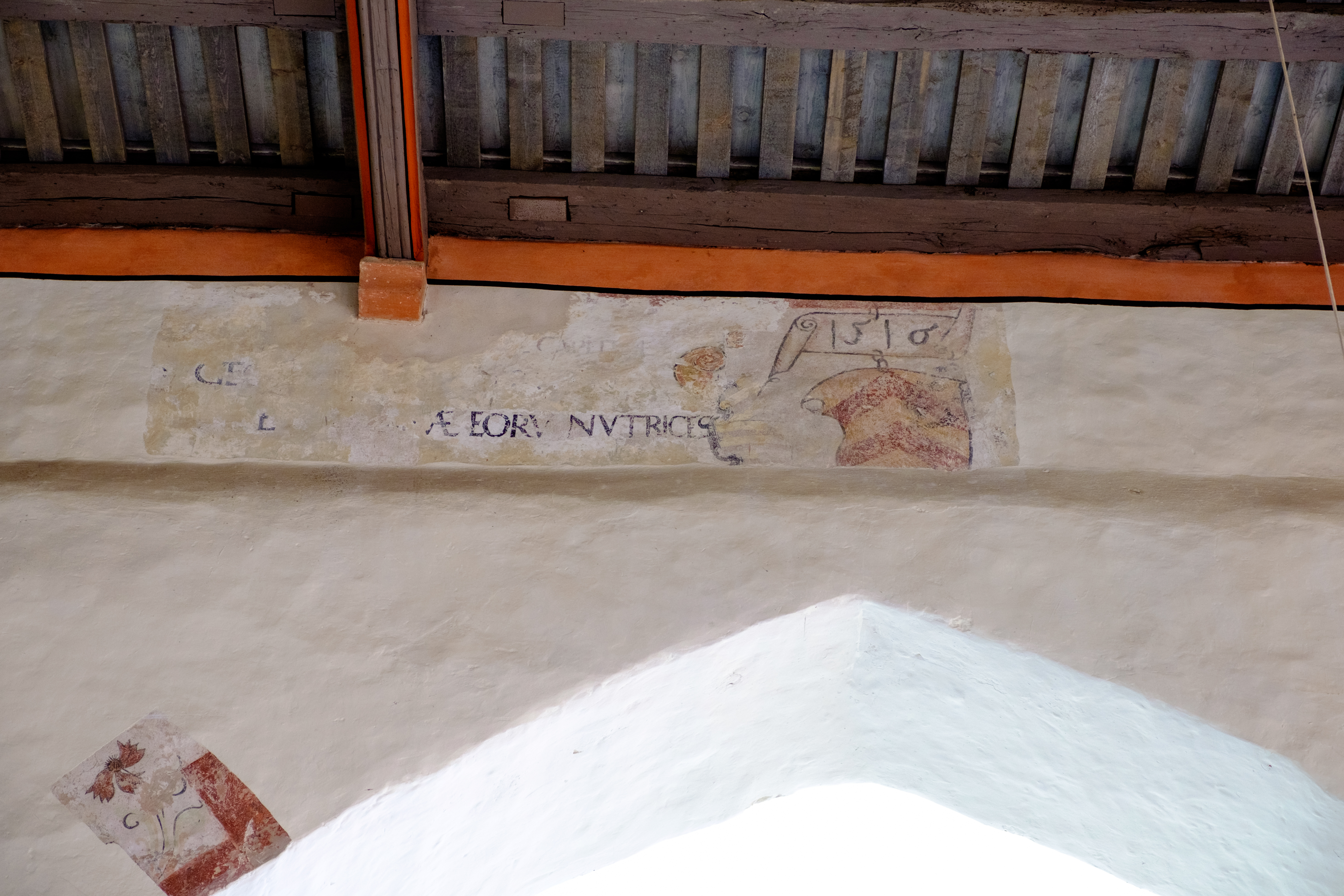
Spätmittelalterliche Wandmalereien

Heute präsentiert sich die Kirche als asymmetrische, zweischiffige, flach gedeckte Hallenkirche. Das Hauptschiff ist früh-, das südliche Seitenschiff spätgotisch mit zwei verschieferten Quergiebeln. Im Wesentlichen geht das heutige Gebäude auf einen Neubau in den Jahren 1481–1511 zurück, der allerdings älteren Baubestand mit einbezog. Spuren des unmittelbaren Vorgängerbaus, insbesondere dessen Fensternischen, wurden zum Innenraum hin freigelegt und sichtbar erhalten.
Nach Osten wird die Kirche durch einen Rechteckchor abgeschlossen. Die Sakristei stammt ebenfalls von 1481. Der Turm stammt aus dem Jahr 1273, der verschieferte Turmaufsatz mit Glockenstube und sein Spitzhelm stammen von 1539. Bei Restaurierungsarbeiten in den 1970er-Jahren wurden Wandmalereien des 15. und 16. Jahrhunderts entdeckt. Sie werden wieder unter Putz gelegt, da sie offen nur schwer zu konservieren sind.

## Ausstattung

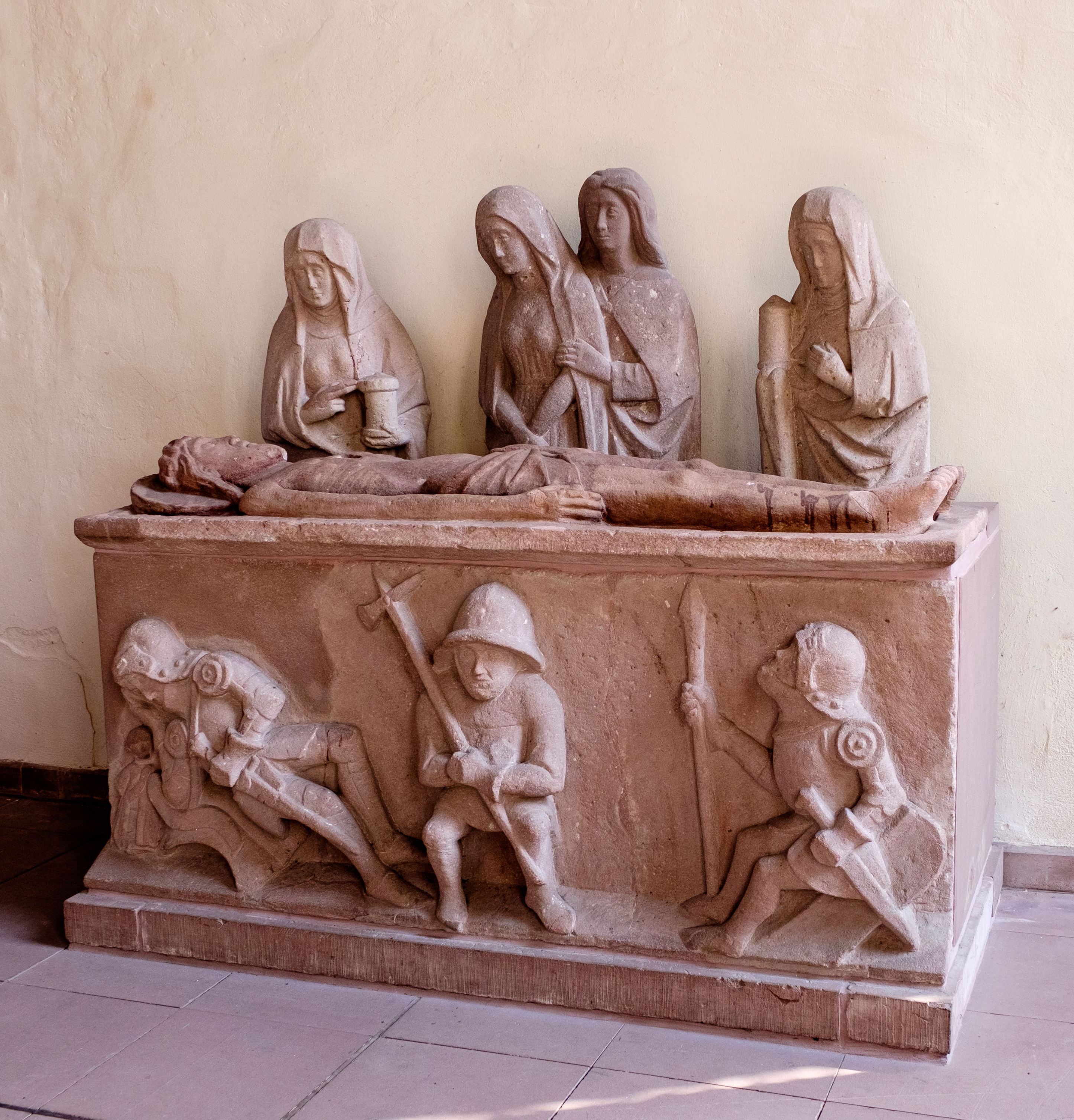
Heiliges Grab

Im Bereich des Chores wurden spätmittelalterliche Wandmalereien, zum Teil aus der ersten Hälfte des 14. Jahrhunderts, entdeckt und mehrfach bis ins 15. Jahrhundert übermalt. Sie können aus konservatorischen Gründen nicht dauerhaft freigelegt sollen aber konserviert werden. Bemerkenswert ist auch ein Heiliges Grab aus der zweiten Hälfte des 15. Jahrhunderts mit Tumba und Corpus aus Sandstein. Die Kanzel stammt von 1500.

## Orgel
Bereits im Jahr 1682 wurde die erste Orgel mit 8 Registern durch einen Hanauer Orgelbauer erbaut. Von dieser Orgel ist heute noch das Gehäuse erhalten. Lange Zeit wurde angenommen, dass die heutige Orgel von Georg Link aus Reinhards erbaut wurde, doch bei einer Restaurierung im Jahr 2018 durch die Firma Mebold wurde festgestellt, dass die Orgel tatsächlich von Georg Friedrich Wagner stammt und 1871 errichtet wurde. Außerdem wurden in den Jahren 1950 sowie 1955 einige Veränderungen vorgenommen und 1989 wurde die Orgel von der Empore ebenerdig in den Chorraum versetzt.
| I Hauptwerk C–c3 |    |
| Prinzipal        | 8′ |
| Flöte            | 8′ |
| Gedackt          | 8′ |
| Gambe            | 8′ |
| Oktave           | 4′ |
| Gedackt          | 4′ |
| Oktave           | 2′ |
| Mixtur III       | 2′ |

| II Werk C–c3 |    |
| Harmonium    | 8′ |

| Pedal C–c1 |     |
| Subbaß     | 16′ |
| Violon     | 16′ |
| Oktave     | 8′  |

Koppeln: II/I, I/P